# Birger Var
Birger Var (ur. 30 czerwca 1893 w Moss, zm. 22 marca 1970) – norweski wioślarz. Brązowy medalista olimpijski.
Var uczestniczył w igrzyskach olimpijskich w Antwerpii (1920) w jednej konkurencji wioślarstwa: czwórce ze sternikiem (3. miejsce; z Theodorem Klemem, Henrym Larsenem, Perem Gulbrandsenem i Thoralfem Hagenem).